# Temporada da NFL de 1972
A Temporada de 1972 da NFL foi a 53ª temporada regular da National Football League. Nesta temporada, o Miami Dolphins se tornou o primeiro time na história da NFL a ganhar o campeonanto numa undefeated season (temporada invicta), quando derrotou o Washington Redskins no Super Bowl VII.

## Corrida pela divisão
De 1970 até 2002, haveria três divisões (Eastern, Central e Western) em cada conferência. O vencedor de cada divisão e um quarto time vindo do "wild card" (repescagem) iriam para os playoffs. O desempate seria o confronto direto, seguido por campanha contra adversários da mesma divisão, adversários em comum e da conferência.

### National Football Conference
| Semana | Eastern    |        | Central    |        | Western       |       | Repescagem |        |
| ------ | ---------- | ------ | ---------- | ------ | ------------- | ----- | ---------- | ------ |
| 1      | 3 times    | 1-0-0  | 2 times    | 1-0-0  | 3 times       | 1-0-0 | 5 times    | 1-0-0  |
| 2      | 2 times    | 2-0-0  | MINNESOTA  | 1-1-0  | LOS ANGELES   | 1-0-1 | 2 times    | 2-0-0  |
| 3      | WASHINGTON | 2-1-0  | 2 times    | 2-1-0  | 2 times       | 2-1-0 | 3 times    | 2-1-0  |
| 4      | WASHINGTON | 3-1-0  | DETROIT*   | 3-1-0  | LOS ANGELES   | 2-1-1 | 2 teams    | 3-1-0  |
| 5      | WASHINGTON | 4-1-0  | GREEN BAY  | 4-1-0  | LOS ANGELES   | 3-1-1 | DALLAS     | 4-1-0  |
| 6      | WASHINGTON | 5-1-0  | GREEN BAY* | 4-2-0  | LOS ANGELES   | 4-1-1 | 4 times    | 4-2-0  |
| 7      | WASHINGTON | 6-1-0  | GREEN BAY* | 4-3-0  | LOS ANGELES   | 4-2-1 | DALLAS     | 5-2-0  |
| 8      | WASHINGTON | 7-1-0  | GREEN BAY* | 5-3-0  | LOS ANGELES   | 5-2-1 | DALLAS     | 6-2-0  |
| 9      | WASHINGTON | 8-1-0  | GREEN BAY  | 6-3-0  | LOS ANGELES   | 5-3-1 | DALLAS     | 7-2-0  |
| 10     | WASHINGTON | 9-1-0  | GREEN BAY  | 7-3-0  | LOS ANGELES*  | 5-4-1 | DALLAS     | 8-2-0  |
| 11     | WASHINGTON | 10-1-0 | GREEN BAY* | 7-4-0  | SAN FRANCISCO | 6-4-1 | DALLAS     | 8-3-0  |
| 12     | WASHINGTON | 11-1-0 | GREEN BAY  | 8-4-0  | ATLANTA       | 7-5-0 | DALLAS     | 9-3-0  |
| 13     | WASHINGTON | 11-2-0 | GREEN BAY  | 9-4-0  | SAN FRANCISCO | 7-5-1 | DALLAS     | 10-3-0 |
| 14     | WASHINGTON | 11-3-0 | GREEN BAY  | 10-4-0 | SAN FRANCISCO | 8-5-1 | DALLAS     | 10-4-0 |

### American Football Conference
| Semana | Eastern |        | Central     |        | Western     |        | Repescagem  |        |
| ------ | ------- | ------ | ----------- | ------ | ----------- | ------ | ----------- | ------ |
| 1      | 2 times | 1-0-0  | 2 times     | 1-0-0  | DENVER      | 1-0-0  | 2 times     | 1-0-0  |
| 2      | 2 times | 2-0-0  | CINCINNATI  | 2-0-0  | 4 times     | 1-1-0  | 2 times     | 2-0-0  |
| 3      | MIAMI   | 3-0-0  | CLEVELAND   | 2-1-0  | KANSAS CITY | 2-1-0  | 4 times     | 2-1-0  |
| 4      | MIAMI   | 4-0-0  | CINCINNATI  | 3-1-0  | KANSAS CITY | 3-1-0  | SAN DIEGO*  | 2-1-1  |
| 5      | MIAMI   | 5-0-0  | CINCINNATI  | 4-1-0  | OAKLAND     | 3-1-1  | N.Y. JETS*  | 3-2-0  |
| 6      | MIAMI   | 6-0-0  | CINCINNATI* | 4-2-0  | OAKLAND     | 3-2-1  | PITTSBURGH* | 4-2-0  |
| 7      | MIAMI   | 7-0-0  | CINCINNATI* | 5-2-0  | OAKLAND     | 4-2-1  | PITTSBURGH* | 5-2-0  |
| 8      | MIAMI   | 8-0-0  | PITTSBURGH  | 6-2-0  | KANSAS CITY | 5-3-0  | CLEVELAND*  | 5-3-0  |
| 9      | MIAMI   | 9-0-0  | PITTSBURGH  | 7-2-0  | OAKLAND     | 5-3-1  | CLEVELAND*  | 6-3-0  |
| 10     | MIAMI   | 10-0-0 | CLEVELAND   | 7-3-0  | OAKLAND     | 6-3-1  | PITTSBURGH  | 7-3-0  |
| 11     | MIAMI   | 11-0-0 | CLEVELAND   | 8-3-0  | OAKLAND     | 7-3-1  | PITTSBURGH  | 8-3-0  |
| 12     | MIAMI   | 12-0-0 | PITTSBURGH  | 9-3-0  | OAKLAND     | 8-3-1  | CLEVELAND   | 8-4-0  |
| 13     | MIAMI   | 13-0-0 | PITTSBURGH  | 10-3-0 | OAKLAND     | 9-3-1  | CLEVELAND   | 9-4-0  |
| 14     | MIAMI   | 14-0-0 | PITTSBURGH  | 11-3-0 | OAKLAND     | 10-3-1 | CLEVELAND   | 10-4-0 |

## Classificação
V = Vitórias, D = Derrotas, E = Empates, PCT = porcentagem de vitórias, PF= Pontos feitos, PS = Pontos sofridos
 x  - marca os times classificados pelo wild card (repescagem),  y  - marca os times que levaram o titulo de suas divisões
| AFC East              |    |    |   |       |     |     |
| Time                  | V  | D  | E | PCT   | PF  | PS  |
| y-Miami Dolphins      | 14 | 0  | 0 | 1.000 | 385 | 171 |
| New York Jets         | 7  | 7  | 0 | .500  | 367 | 324 |
| Baltimore Colts       | 5  | 9  | 0 | .357  | 235 | 252 |
| Buffalo Bills         | 4  | 9  | 1 | .321  | 257 | 377 |
| New England Patriots  | 3  | 11 | 0 | .214  | 192 | 446 |
| AFC Central           |    |    |   |       |     |     |
| Time                  | V  | D  | E | PCT   | PF  | PS  |
| y-Pittsburgh Steelers | 11 | 3  | 0 | .786  | 343 | 175 |
| x-Cleveland Browns    | 10 | 4  | 0 | .714  | 268 | 249 |
| Cincinnati Bengals    | 8  | 6  | 0 | .571  | 299 | 229 |
| Houston Oilers        | 1  | 13 | 0 | .071  | 164 | 380 |
| AFC West              |    |    |   |       |     |     |
| Time                  | V  | D  | E | PCT   | PF  | PS  |
| y-Oakland Raiders     | 10 | 3  | 1 | .750  | 365 | 248 |
| Kansas City Chiefs    | 8  | 6  | 0 | .571  | 287 | 254 |
| Denver Broncos        | 5  | 9  | 0 | .357  | 325 | 350 |
| San Diego Chargers    | 4  | 9  | 1 | .321  | 264 | 344 |

| NFC East              |    |    |   |      |     |     |
| Time                  | V  | D  | E | PCT  | PF  | PS  |
| y-Washington Redskins | 11 | 3  | 0 | .786 | 336 | 218 |
| x-Dallas Cowboys      | 10 | 4  | 0 | .714 | 319 | 240 |
| New York Giants       | 8  | 6  | 0 | .571 | 331 | 247 |
| St. Louis Cardinals   | 4  | 9  | 1 | .321 | 193 | 303 |
| Philadelphia Eagles   | 2  | 11 | 1 | .179 | 145 | 352 |
| NFC Central           |    |    |   |      |     |     |
| Time                  | V  | D  | E | PCT  | PF  | PS  |
| y-Green Bay Packers   | 10 | 4  | 0 | .714 | 304 | 226 |
| Detroit Lions         | 8  | 5  | 1 | .607 | 339 | 290 |
| Minnesota Vikings     | 7  | 7  | 0 | .500 | 301 | 252 |
| Chicago Bears         | 4  | 9  | 1 | .321 | 225 | 275 |
| NFC West              |    |    |   |      |     |     |
| Time                  | V  | D  | E | PCT  | PF  | PS  |
| y-San Francisco 49ers | 8  | 5  | 1 | .607 | 353 | 249 |
| Atlanta Falcons       | 7  | 7  | 0 | .500 | 269 | 274 |
| Los Angeles Rams      | 6  | 7  | 1 | .464 | 291 | 286 |
| New Orleans Saints    | 2  | 11 | 1 | .179 | 215 | 361 |

## Playoffs
|  | Divisional Playoffs                   | Divisional Playoffs          |                                       |    | Conf. Championship Games | Conf. Championship Games |  |  | Super Bowl VII | Super Bowl VII |
|  |                                       |                              |                                       |    |                          |                          |  |  |                |                |
|  | 24 de dezembro - Miami Orange Bowl    |                              |                                       |    |                          |                          |  |  |                |                |
|  |                                       |                              |                                       |    |                          |                          |  |  |                |                |
|  | Cleveland Browns                      | 14                           |                                       |    |                          |                          |  |  |                |                |
|  | Cleveland Browns                      | 14                           | 31 de dezembro - Three Rivers Stadium |    |                          |                          |  |  |                |                |
|  | Miami Dolphins                        | 20                           |                                       |    |                          |                          |  |  |                |                |
|  | Miami Dolphins                        | 20                           | Miami Dolphins                        | 21 |                          |                          |  |  |                |                |
|  | 23 de dezembro - Three Rivers Stadium |                              | Miami Dolphins                        | 21 |                          |                          |  |  |                |                |
|  |                                       | Pittsburgh Steelers          | 17                                    |    |                          |                          |  |  |                |                |
|  | Oakland Raiders                       | Pittsburgh Steelers          | 17                                    | 7  |                          |                          |  |  |                |                |
|  | Oakland Raiders                       |                              | 14 de janeiro – L.A. Coliseum         | 7  |                          |                          |  |  |                |                |
|  | Pittsburgh Steelers                   | 13                           |                                       |    |                          |                          |  |  |                |                |
|  | Pittsburgh Steelers                   | 13                           | Miami Dolphins                        | 14 |                          |                          |  |  |                |                |
|  | 23 de dezembro - Candlestick Park     |                              | Miami Dolphins                        | 14 |                          |                          |  |  |                |                |
|  |                                       | Washington Redskins          | 7                                     |    |                          |                          |  |  |                |                |
|  | Dallas Cowboys                        | Washington Redskins          | 7                                     | 30 |                          |                          |  |  |                |                |
|  | Dallas Cowboys                        | 31 de dezembro - RFK Stadium |                                       | 30 |                          |                          |  |  |                |                |
|  | San Francisco 49ers                   | 28                           |                                       |    |                          |                          |  |  |                |                |
|  | San Francisco 49ers                   | 28                           | Dallas Cowboys                        | 3  |                          |                          |  |  |                |                |
|  | 24 de dezembro - RFK Stadium          |                              | Dallas Cowboys                        | 3  |                          |                          |  |  |                |                |
|  |                                       | Washington Redskins          | 26                                    |    |                          |                          |  |  |                |                |
|  | Green Bay Packers                     | Washington Redskins          | 26                                    | 3  |                          |                          |  |  |                |                |
|  | Green Bay Packers                     |                              |                                       | 3  |                          |                          |  |  |                |                |
|  | Washington Redskins                   | 16                           |                                       |    |                          |                          |  |  |                |                |
|  | Washington Redskins                   | 16                           |                                       |    |                          |                          |  |  |                |                |